# OCZ
OCZ (OCZ Technology, OCZ Storage Solutions) — производитель оперативной памяти и флеш-памяти; также выпускала датчики нервных импульсов (NIA), блоки питания, компьютерные системы охлаждения и ряд других компьютерных компонентов. Среди отличительных особенностей — поддержка в изделиях стандартов XMP и EPP 2.0 (возможности разгона).
Основная продукция первых лет — DDR-память со скоростями от PC-2100 до PC-5000 в различных сериях, от обычных домашних компьютеров до высокопроизводительных серверов, также выпускались модули памяти для Apple Macintosh.
С 2006 года выпущено несколько линеек памяти DDR2 с широким выбором модулей по скорости, задержкам, объёму и канальности.
С 2007 года освоены серии памяти DDR3.
В конце 2013 года объявила себя банкротом и была куплена Toshiba и присоединена к подразделению Toshiba Memory (впоследствии получившего самостоятельность под наименованием Kioxia).